# Chamomilla
Chamomilla är ett släkte av korgblommiga växter. Chamomilla ingår i familjen korgblommiga växter.
Kladogram enligt Catalogue of Life:
| Chamomilla | \| \| Chamomilla chamomilla \| \| \| \| \| \| Chamomilla tzvelevii \| \| \| \| |
|            | \| \| Chamomilla chamomilla \| \| \| \| \| \| Chamomilla tzvelevii \| \| \| \| |
|            | Chamomilla chamomilla                                                          |
|            |                                                                                |
|            | Chamomilla tzvelevii                                                           |
|            |                                                                                |